# Vi amo e sarete mia
Vi amo e sarete mia (Der Frechdachs) è un film del 1932 diretto da Carl Boese e Heinz Hille

## Produzione
Il film fu prodotto dall'Universum-Film AG (UFA) (Berlin).

## Distribuzione
Venne presentato in prima al Gloria-Palast di Berlino il 29 aprile 1932 e fu distribuito anche negli Stati Uniti dall'Ufa Film Company il 5 gennaio 1934. In Italia, il film - distribuito dall'U.F.A. in una versione di 20144 - ottenne il 31 dicembre 1932 il visto di censura 27584.